# Grief bot
Un grief bot és un programari, ja sigui en forma de robot, chat informàtic o assistent de veu que, a través de la tecnologia dels chatbots, que són un tipus d'assistents personals artificials que es comuniquen amb els usuaris a través de missatges de text, aconsegueix adaptar la forma d'una persona difunta a través de l'empremta digital deixada per aquesta per a ajudar a lidiar amb el dolor causat per la mort als afectats per aquesta.

## Història delsgrief bots
El cas més documentat de l'intent de creació d'un grief bot el trobem als Estats Units, on Eugenia Kuyda, cofundadora de l'empresa Luka, una empresa de desenvolupament de programari basada a San Francisco, després de la mort per atropellament del seu amic Roman, va decidir crear un bot per a poder parlar amb ell i rebre una resposta similar a la que hauria rebut per part seva. La empresa Luka ja s'havia encarregat amb anterioritat de crear chatbots, havien crear un assistent virtual que permetés als usuaris demanar menjar des d'aquest, però mai havia creat un l'objectiu del qual fos imitar a una altra persona.
Després de recopilar uns 8000 missatges de text dels amics i familiars de Roman, Eugenia es va encarregar de crear aquest programari que imités al seu difunt amic, el cual va nomenar Roman Bot. Aquesta aplicació la va distribuir entre els seus amics i familiars, que molts van descriure com a inquietant, estressant i depriment, doncs tot i que imités en moltes ocasions al difunt, aquest mai arribava a semblar-se del tot, creant una sensació de còpia falsa.
Actualment encara es pot descarregar i utilitzar l'aplicació Roman Bot des de l'App Store, i compta amb més de 50 ressenyes i una puntuació de 2,7 estrelles sobre 5. L'empresa creadora de Roman Bot, uns anys més tard, va publicar l'aplicació MyReplika, un chatbot que, mitjançant la conversa amb l'usuari, l'aconsegueix imitar fins al punt de que l'usuari senti que està parlant amb ell mateix.
A principis de l'any 2021, Microsoft va decidir enterrar un projecte de chatbot que simulava conversacions amb familiars i coneguts difunts, en reconèixer en la cadena de televisió CNN que aquesta tecnologia, tot i que era possible, arribava a resultar perturbadora.

## Aplicacions a la cultura popular

### Black Mirror
A la segona temporada de la serie Black Mirror, una serie distòpica creada per Charlie Brooker que mostra el costat més fosc de la tecnologia i com aquesta afecta i pot alterar vides humanes, estrenada l'any 2013, trobem un capítol anomenat Be right back que tracta aquest mateix tema.
Després de la mort de la seva parella, Martha encarrega a un servei la creació d'una aplicació que respongui tal com ho hauria fet Ash, el mort, a través de la recopilació de la seva presència online. El programari va millorant amb el temps, al cap d'un temps pot arribar a tenir una trucada telefònica amb aquesta còpia de la seva exparella, i arriba un punt en què aquest programari es converteix en un robot físic que imita la presència d'Ash.
Black Mirror tracta la problemàtica d'aquest assumpte, mostrant la impossibilitat d'un robot de imitar al complet la presència d'un humà real. També tracta el tema de la dificultat que suposa per una persona superar la mort d'algú amb l'existència de programes així.

## Ètica
El desenvolupament de diversos grief bots ha aixecat moltes opinions de molta gent davant de la creació d'un aplicatiu que pugui arribar a imitar a una persona difunta. La opinió majoritària, però, diu que aquests no haurien d'existir, doncs aquests poden arribar a causar danys a la psicologia d'aquells que estan intentar superar la mort dels seus estimats, podent arribar a fer que un no ho arribi a superar mai. Hi ha altres que defensen i creuen que no és tan mala idea, com per exemple la Raquel Jimenez, que veu els grief bots com una versió modernitzada dels rituals de dol com poden ser els enterraments o festivitats com Tots Sants.